# Dietrich v The Queen
Dietrich v La Reina es un caso legal importante  decidido por el Tribunal supremo de Australia el 13 de noviembre de 1992, derivado de un incidente que tuvo lugar el 17 de diciembre de 1986. Al caso le concierne la naturaleza de un juicio justo y las circunstancias en las cuales el Estado le debe proporcionar ayuda legal a un acusado indigente que no puede costearse representación legal. El caso determinó que, a pesar de que no hay un derecho absoluto a tener acceso a un abogado financiado públicamente, el juez tendría que conceder cualquier petición para un aplazamiento o si el acusado no tiene representación. Es un caso importante  en ley criminal australiana y en ley constitucional australiana desde entonces  es uno  de muchos casos en qué algunos miembros del Tribunal supremo han encontrado implicó derechos humanos en la Constitución australiana.

## Antecedentes
El 17 de diciembre de 1986, el acusado, el delincuente de carrera Olaf Dietrich (nacido 1952), voló de Bangkok, Tailandia, a Melbourne Aeropuerto. Haya importado al menos 70 g de heroin, el cual  encubra dentro de preservativos que  haya tragado. Esté arrestado la mañana próxima  por la Policía Federal australiana, quién buscó su plano y fundar uno de los preservativos en la cocina/y algún heroin en una bolsa plástica bajo una alfombra en otra habitación. Esté tomado a custodia/y excretó los preservativos restantes por la noche en el hospital en Pentridge Prisión.
Dietrich alegó que los fármacos habían sido plantados por la policía.
Dietrich estuvo probado en el Tribunal de Condado de Victoria en 1988 para una ofensa de tráfico bajo el Acto de Aduana 1901 y seguro menos cargos serios. Durante la prueba larga, el acusado tuvo no representación legal. A pesar de que  haya aplicado a la Comisión de Ayuda Legal de Victoria para asistencia,  diga que  le ayude sólo si  aboge culpable, una opción que Dietrich no quiso tomar. Aplique al Tribunal Supremo de Victoria para asistencia legal pero era otra vez girado abajo. A pesar de que Dietrich era acquitted del cuarto cargo, la posesión de una cantidad de heroin separado a qué estuvo implicado en los primeros tres cargos,  esté condenado del cargo principal en el Tribunal de Condado. Dietrich trajo una apelación en el Tribunal Supremo, el cual rechazó oír su apelación. Él entonces buscado deja para apelar al Tribunal supremo de Australia.

## Argumentos
En su apelación de Tribunal supremo, Dietrich estuvo representado por David Grace, QC. El argumento principal adelantó encima Dietrich  behalf era que su prueba era un miscarriage de justicia desde entonces no tenga representación legal. Argumente que  tenga que haber sido proporcionado con consejo en gasto público debido a la seriedad del delito con qué  esté cobrado. Alternativamente,  argumente que el juez se tendría que haber quedado o suspendió la prueba hasta que  sea capaz de obtener consejo él. Su argumento estuvo basado en la tradición de ley común que un acusado está titulado a una prueba justa.

### El Derecho a un Juicio Justo
Dietrich sugirió tres argumentos legales diferentes  para afirmar su derecho al asesoramiento de un letrado. El primero era sección 397 del Acto de Delitos victoriano 1958 (ahora revocado), el cual proporcionó que "cada persona acusada será admitida después del cercano del caso para el procesamiento para hacer defensa y respuesta llenos thereto por practicante legal". Aun así, el tribunal encontrado que la provisión significa sólo que un acusado está titulado para aconsejar pagado para por aquella persona o alguien más, no aconsejar proporcionado por el estado.
La segunda fuente que Dietrich propuso era las obligaciones de Australia bajo ley internacional, particularmente bajo las Naciones Unidas Internacionales Covenant en Derechos Civiles y Políticos (ICCPR) a qué Australia es una firmante . Artículo 14(3) del Covenant proporciona que un acusado tendría que tener la asistencia legal proporcionó "de todas formas dónde los intereses de justicia así que requiere". Artículo 6 de la Convención europea de Derechos humanos a qué Australia no es un partido también garantiza que defendants para ser proporcionado con ayuda legal "cuándo los intereses de justicia así que requiere".
Australia no ha incorporado el ICCPR a su ley doméstica con cualquier legislación concreta, diferente algunos otros tratados internacionales, como tratados de Patrimonio Mundial (ve Commonwealth v Tasmania). Aun así, Dietrich argumentó que la ley común de Australia tendría que ser desarrollada de acuerdo con los principios en el ICCPR, así como otros tratados internacionales a qué Australia es un partido. Aquello es la aproximación utilizada en el Reino Unido, en relación con decisiones del Tribunal europeo de Derechos humanos, por ejemplo. Aun así, el tribunal señalado fuera que la práctica era normalmente hecha en relación con interpretar legislación, y en este caso, se le pedía al tribunal que "declarase que un correcto cuál hasta la fecha ha sido nunca reconocido ahora tendría que ser tomado para existir."
La tercera fuente que Dietrich sugirió era un grupo de casos similares en otros países de ley comunes como los Estados Unidos y Canadá. En los Estados Unidos, el correctos al consejo era garantizado en la Sexta Enmienda a la Constitución de Estados Unidos, parte de la Factura de Estados Unidos de Derechos. La Enmienda dice que "En todos los procesamientos  criminales, el acusados disfrutará el correcto ... Para tener la Asistencia de Consejo para su defensa". Aun así, aquello  no necesariamente significa aquel consejo tuvo que ser proporcionado por el estado.
En el caso de Powell v. Alabama en 1932, los EE. UU. el tribunal Supremo aguantó que el tribunal tiene que proporcionar consejo a defendants en pruebas capitales, con la pena capital siendo una frase posible , si el defendants era demasiado pobre de proporcionar su consejo propio. En Johnson v. Zerbst (1938), el Tribunal Supremo expandió que principio para cubrir todas las pruebas  federales, y en Gideon v. Wainwright (1963) el Tribunal aguantó que bajo la Decimocuarta Enmienda, el principio también aplicado a tribunales estatales. Más recientemente, el Tribunal Supremo ha reconocido el correcto de personas para tener consejo en otras etapas de investigaciones criminales. Por ejemplo, el tribunal ha afirmado el correcto de indigent defendants para tener el consejo proporcionado para ellos en interrogatorio después de que  han sido arrestados (Miranda v. Arizona), y para línea-ups (Estados Unidos v. Wade).
En Canadá, Sección Diez de la Carta canadiense de Derechos y Libertades garantiza el correcto "de retener e instruir consejo sin retraso y para ser informado de aquel correcto", y ley de caso canadiense ha encontrado que como corolario de aquel correcto,  hay un correcto a ayuda legal.
A pesar de que  es común para tribunales australianos para reconocer desarrollos en otros países de ley comunes, incluyendo los Estados Unidos y Canadá, la ley en aquellos países en el correctos al consejo está basado en provisiones particulares de las Constituciones o Facturas de Derechos de aquellos países. Australia tuvo no tales provisiones de derechos en cualquier la Constitución o en legislación. En tener en cuenta aquello,  esté argumentado por el tribunal:{{Cita|"En este respecto, nuestro derecho constitucional difiere del derecho constitucional de los grandes países que utilizan el derecho consuetudinario que, al incorporar una carta de derechos a sus constituciones, han permitido que las cortes interpreten con amplitud a las garantías a los derechos individuales que proveen, incluyendo al derecho a una asistencia letrada. Al no tener fundamentos constitucionales comparables, las cortes de este país no pueden trasladar los derechos declarados por las cortes de esos países a las leyes municipales de Australia." El Tribunal supremo también examinó un número de relacionó proposiciones. En particular,  señale fuera que cuando interpretando la legislación qué servicios de ayuda legales establecidos, los tribunales australianos no reconocieron un absolutos correctos de aconsejar en todas las  circunstancias y así que el estado no necesita para proporcionar consejo para la duración de la prueba. El tribunal también levantó la cuestión de qué un correcto al consejo de hecho significaría en práctica:  un correcto de aconsejar en el gasto público titula una persona para aconsejar de un grado seguro de experiencia? Además, el tribunal sugirió aquello habiendo un correcto a la representación necesariamente implicaría que una prueba conducida sin el acusado siendo legalmente representado necesariamente sería injusto, el cual ha sido rehusado por los tribunales australianos. El mosto acusado ha perdido una "posibilidad real de acquittal" antes de una prueba puede ser considerada como injusto. Esencialmente, la ley común australiana reconoció un correcto a una prueba justa, pero la cuestión de si la carencia de representación causó una prueba injusta tuvo que ser basada en las circunstancias particulares de cada caso.

### Error Judicial
El otro argumento de Dietrich fue que el juez de prueba tendría que haber utilizado poderes discrecionales y concedió un adjournment hasta que Dietrich era capaz de proporcionar consejo él y que el fracaso de hacer tan causado un miscarriage de justicia. Dietrich había preguntado el juez de prueba para un adjournment durante la prueba, pero el juez dijo que desde entonces más de un año había pasado desde la ofensa ocurrió,  sea en los intereses de la comunidad para el asunto para ser tratado promptly.
El Tribunal supremo dijo que el juez de prueba no pareció para ser consciente que  tenga la autoridad para suspender la prueba. Otro factor que complicó el caso era que a pesar de que el jurado Dietrich encontrado culpable de importador el heroin en los preservativos, le encuentre no culpable de poseer el heroin cuál había sido escondido en una bolsa plástica. Para el Tribunal supremo, aquella incertidumbre significó que  sea posible que Dietrich también podría haber sido acquitted de los otros cargos si  haya sido legalmente representó:{{Cita|"Lo central de esta sentencia no es el veredicto de culpabilidad pronunciado por el jurado en cuatro cuentas. La evidencia contra el solicitante parece fuerte en todos los cargos pero, en circunstancias en las que el jurado lo encontró inocente de un cargo, ¿como puede esta corte concluir que, incluso con el beneficio de un abogado, el solicitante no tenía perspectivas de absolución del primer cargo, de lo que fue privado al ser forzado a presentarse a juicio sin representación?". Significativamente, la posibilidad que Dietrich puede haber sido acquitted diferencia el caso del unsuccessful 1979 McInnis v R. Apelación. McInnis, gusta Dietrich, había apelado al Tribunal supremo contra su condena por argumentar que el fracaso de suspender el proceedings mientras McInnis buscó la representación legal resultada en un miscarriage de justicia. Aun así, la mayoría en el McInnis la apelación encontrada que McInnis era muy improbable a ha sido acquitted, incluso con representación llena. Aquello era claramente no el caso con Dietrich.

## Juicio
La mayoría en el Tribunal supremo decidió que a pesar de que  había no correcto en ley común para tener públicamente representación legal proporcionada en todos los  casos, alguna representación de marca de los casos apropiado de asegurar una prueba justa. A pesar de que los jueces ya no tienen el poder de nombrar consejo para un acusado desde aquella función ha sido en gran parte tomada encima por agencias de ayuda legal, un juez de prueba tendría que utilizar el poder de suspender un caso si  es en los intereses de fairness que un acusados tiene representación, el cual animaría las agencias de ayuda legales para proporcionar consejo.
Dos de los jueces, Deane y Gaudron JJ, fue más allá y sugirió que el correcto a la representación en algunas circunstancias está fundada en la Constitución. Reclamaron que Capítulo III de la Constitución, el cual representa la Judicatura con la idea de separación de poderes y chalecos poder judicial exclusivamente en los tribunales, requiere un proceso judicial justo y objetivo para ser observado. Otro dos jueces, Brennan y Dawson JJ, disentidos, Brennan J argumentó que no sea apropiado para jueces para utilizar su poder de suspender pruebas para poner presión en la varias ayuda legal agencias para cambiar sus decisiones.
A raíz de la decisión de mayoría, el tribunal ordenó la aplicación para apelar para ser concedido, la condena ser quashed y Dietrich para ser concedido una prueba nueva.

## Consecuencias
El caso revitalizó el  debate sobre quién debía recibir ayuda legal y levantó la posibilidad que aquellos cobrados con las ofensas serias podrían huir condena si la ayuda legal no fue proporcionada. Aquella presión colocada en las autoridades de ayuda legales para financiar aquellos casos y los miedos emergieron que  necesitarían estirar fondos de otros casos para conocer las demandas nuevas, especialmente cuándo afrontados con "casos criminales complejos" que poder entail los costes altos encima extendieron periodos de tiempo. A pesar de que  hay no figuras precisas sobre el efecto de la decisión en presupuestos de ayuda legal, una investigación de Senado estado de acuerdo que la decisión tuvo el potencial de desviar financiación de ayuda legal hacia casos criminales, a expensas de ley civil o familiar asuntos. Entre las soluciones a aquellos problemas eran propuestas para las comisiones de ayuda legales estatales para mantener "la emergencia financia" que podría ser utilizado en casos criminales importantes; la Ley Criminal australiana Del sur (Representación Legal) Acto 2002, el cual estuvo diseñado para dejar los tribunales para coger un defendant  ventajas para impedir reclamaciones falsas bajo el Dietrich principio; y la introducción de legislación en el Parlamento de Victoria que enmienda el Acto de Delitos 1958 para dejar jueces a directamente orden para la ayuda legal que financia para ser concedido, más que sencillamente ordenando una estancia.

### Olaf Dietrich
A pesar de que el Tribunal supremo ordenó que  el veredicto de la condena sea revocado y que se conduzca un nuevo juicio,  nunca hubo un nuevo proceso y desde entonces Dietrich sirvió su sentencia. Dietrich salió de prisión bajo libertad condicional en julio de 1990, y posteriormente cambie su nombre por encuesta de acción a Hugo Rico.
En 1995,  esté condenado de tres atracos a mano armada y jailed para 13 años. A apelación, dos de aquellas condenas eran quashed y retrials estuvo ordenado, y un tercio era upheld. Sólo uno de estas cuentas era retried, y una vez más, un veredicto culpable estuvo regresado. En 2001,  sea elegible para el día deja, y  obtenga atención de medios de comunicación por dejar la decisión cuando a si o no  tenga que ser dejado para hacer tan hasta los lectores del Sol de Heraldo. Una encuesta conducida por aquel diario regresó un convenciendo "ningún".
Después de su liberación en octubre de 2004, él tribunal afrontado una vez más para firearms cargos y entonces para el asesinato de guardia de seguridad Erwin Kastenberger durante un atraco a mano armada en Blackburn Del norte el 8 de marzo de 2005. Esté encontrado culpable del asesinato de Kastenberger en el Tribunal Supremo de Victoria el 12 de junio de 2009, y  sea posteriormente jailed de por vida con un no-parole periodo de 30 años. En 2014 el Tribunal de Apelar rechazado su apelación.